# Non-photorealistic rendering
La renderització no foto-realista, en anglès non-photorealistic rendering (NPR), és una àrea de la infografia en què es persegueix l'expressivitat i la comunicació per damunt del foto-realisme del model. Hi ha diverses motivacions per generar imatges que no persegueixen simular la realitat. Primordialment es defuig l'aspecte fred o asèptic de la representació. En el món de les arts sovint es persegueix transportar sentiments a l'espectador, les caricatures o els dibuixos animats en són exemples clars. Els serveis d'un artista sovint s'utilitzen per crear una representació estilitzada del disseny. Per altra banda l'abstracció afavoreix la claredat, hi ha manuals científics que prefereixen un dibuix a una fotografia per posar èmfasi en allò que es pretén explicar.